# بنجامین کرستن
بنجامین کرستن (انگلیسی: Benjamin Kirsten؛ زادهٔ ۲ ژوئن ۱۹۸۷) بازیکن فوتبال اهل آلمان است.
از باشگاه‌هایی که در آن بازی کرده‌است می‌توان به باشگاه فوتبال ان‌ئی‌سی نایمخن، باشگاه فوتبال دینامو درسدن، و باشگاه فوتبال بایر ۰۴ لورکوزن اشاره کرد.